# 韦罗拉诺瓦
韦罗拉诺瓦（義大利語：Verolanuova），是意大利布雷西亚省的一个市镇。总面积24平方公里，人口8126人，人口密度338.6人/平方公里（2009年）。国家统计（ISTAT）代码为017195。